# Derceto Corona
La Derceto Corona è una struttura geologica della superficie di Venere.